# Districtul Luwan
Luwan (卢湾 în chineză, Lúwān în pinyin) este un district central în Shanghai, Republica Populară Chineză. Districtul este situat la sudul Pieții Poporului, pe malul vestic al râului Huangpu. Partea nordică a districtului conține printre cele mai luxoase magazine și restaurante din Shanghai.